# 荒木健太郎 (俳優)
荒木 健太郎（あらき けんたろう、1982年8月25日 - ）は熊本県出身の日本の俳優。旧芸名は荒木健太朗。愛称は「アラケン」。
趣味はバスケットボール、映画鑑賞、読書。T173cm・B93cm・W72cm・H90cm・S26cm

## 来歴・人物
2004年の劇団オーディションにて劇団スタジオライフに入団。同劇団の看板俳優として活躍し、2014年5月に退団。
その後、オフィスPSCに所属するが退所。フリーの期間を経て、2019年8月5日から御笠ノ忠次 が社長を務める『Spacenoid Company』所属となる。
役者を志したきっかけはゴッドファーザーのアル・パチーノに憧れて、整った顔立ちと繊細な表現力を持ち、舞台を中心に活躍中。
2023年8月25日の自身の誕生日に、芸名を「荒木健太朗」から本名の「荒木健太郎」に戻した。

## エピソード
- スティーヴィー・ワンダー、ビリー・ジョエルに憧れ、独学でピアノを習得。
- 兄が2人、姉が１人いる。
- 俳優業以外にも舞台やゲームの熊本弁の方言監修も務める。

## 出演

### 舞台

#### 2004年 - 2014年 劇団スタジオライフ在籍時
- DRACULA （2004年6月、シアターサンモール）
- ドリアン・グレイの肖像 （2004年9月、紀伊國屋サザンシアター/シアター・ドラマシティ） - マキューシオ・他 役
- パサジェルカ 女旅客 〜秘した過去が手招く旅路〜 （2004年12月、シアター1010）
- The Hotel Baltimore （2005年1月、SPACE107） - ポール・グレンジャー 役
- OZ〜オズ〜 （2005年3月 - 4月、天王洲銀河劇場/他6劇場）
- メッシュ （2005年6月 - 7月、シアターサンモール）
- 白夜行 第1部 （2005年9月-10月、紀伊國屋ホール/シアター・ドラマシティ）
- 白夜行 第2部 （2005年12月、シアター1010/大阪厚生年金会館 芸術ホール）
- WHITE （2006年1月、ウエストエンドスタジオ） - 三角草太郎 役
- 皐月の天〜サツキノソラ〜  （2006年4月、下北沢「劇」小劇場）
- トーマの心臓 （2006年6月 - 7月、紀伊國屋ホール/シアター・ドラマシティ） - アーダム 役
- 夏の夜の夢 （2006年9月 - 10月、シアターサンモール） - 蛾の精 役
- 銀のキス （2006年12月、シアター1010）  - クリストファー 役
- DAISY PULLS IT OFF （2007年2月 - 3月、シアターサンモール） - ウィニー・アーヴィング 役
- Romeo & Juliet （2007年5月 - 6月、紀伊國屋ホール） - 主演・ロミオ 役
- 東風コチ 夕立 土用波  （2007年6月 - 7月、赤坂RED/THEATER） - 幸太郎 役
- 決闘 （2007年6月 - 7月、東京芸術劇場小ホール1（シアターイースト）） - ジョエル 役
- WHITE （2007年10月、ウエストエンドスタジオ） - 用務員＝ハクション 役
- アドルフに告ぐ （2007年12月、天王洲銀河劇場） - 主演・アドルフ・カウフマン 役
- カリフォルニア物語 （2008年2月 - 3月、天王洲銀河劇場） - アレックス 役
- 蝉しぐれ  （2008年5月、明治座） - 布施鶴之助 役
- マージナル （2008年8月 - 9月、紀伊國屋ホール） - 主演・キラ 役
- 死の泉/パサジェルカ〜女船客〜 （2008年11月 - 12月、天王洲銀河劇場/新神戸オリエンタル劇場） - ゲルト/アンナ 役
- 森は生きている （2009年1月、シアター1010） - 四月の精 役
- フルーツバスケット （2009年2月 - 3月、天王洲銀河劇場） - 草摩紅葉 役
- *pnish*プロデュースvol.5「リバースヒストリカ」 （2009年4月、全労済ホール/スペース・ゼロ） - 浜崎・明智光秀 役
- 炎の人 （2009年6月、天王洲銀河劇場） - 学生 役
- 殺し屋シュウ 〜シュート・ミー〜 （2009年9月、博品館劇場） - 斉藤俊作 役
- 十二夜 （2009年10月 - 11月、シアターサンモール） - コーラス
- 君は愛されて… （2009年11月 - 12月、関内ホール 小ホール）
- 『トーマの心臓』『訪問者』連鎖公演 （2010年2月 - 4月、紀伊國屋ホール） - カイザー/主演・オスカー・ライザー 役
- 愛、時を越えて〜遥かなる時空の運命〜 （2010年6月、（大阪松竹座/御園座） - 服部半蔵 役
- タンブリング （2010年9月 - 10月、（赤坂ACTシアター/サンケイホールブリーゼ） - 山辺翔 役
- LEMON LIVE Vol.7『遺産相続。』 （2010年10月 - 11月、下北沢駅前劇場） - 勇太 役
- むーとぴあvol.3『く・ち・づ・け』 （2011年2月、下北沢駅前劇場）- 健治郎 役
- アンタッチャブル （2011年5月、シアター1010/中日劇場/森ノ宮ピロティホール） - ジョージ・ストーン 役
- 炎の人 （2011年11月、天王洲銀河劇場） - 学生 役
- 玉造小劇店 配給芝居vol.8『体育の時間』 （2012年1月 - 2月、世界館/下北沢ザ・スズナリ） - 寺尾春子 役
- 銀河英雄伝説 第二章 自由惑星同盟篇 （2012年4月、東京国際フォーラム） - ダスティ・アッテンボロー 役
- 天守物語 （2012年6月 - 7月、紀伊國屋ホール/シアター・ドラマシティ） - 主演・姫川図書之助 役
- 11人いる！ （2013年1月、紀伊國屋ホール） - 主演・タダトス・レーン 役[4]
- LEMON LIVE vol.10『トリオ』 （2013年2月16日、OFF・OFFシアター）- ゲスト出演
- PHANTOM 語られざりし物語 The Kiss of Christine （2012年10月、シアターサンモール） - シャー/メグ 役
- 銀河英雄伝説 第三章 内乱 （2013年3月 - 4月、東京国際フォーラム） - ベルンハルト・フォン・シュナイダー 役
- 劇団東京フェスティバル「テレビが一番つまらなくなる日」 （2013年6月、下北沢駅前劇場）
- 空想組曲vol.11 変則短篇集「組曲『空想』」 （2013年7月、シアター風姿花伝）- ゲスト出演
- れんアカデミー公演『Majoel（マージョエル）』 （2013年8月、座・高円寺2）- トーマ 役
- 「ブラックジャックによろしく」に、よろしく。 （2013年9月、シアターサンモール） - 瀬野尾正之 役
- さらば八月の大地 （2013年11月、新橋演舞場）- 李博（リー・ボー） 役
- 歳末明治座 る・フェア 〜年末だよ！みんな集合！！〜 （2013年12月、明治座/NHK大阪ホール） - 源範頼 役
- 玉造小劇店 配給芝居vol.13『洋服解体新書』 （2014年2月、座・高円寺/近鉄アート館）- 早乙女喜久次郎 役
- 僕等の図書室3〜みんなで読書会〜 （2014年5月、銀座ブロッサムホール/シアター・ドラマシティ）- アラケン先生 役

#### 2014年 - 2015年 オフィスPSC在籍時
- タンブリング FINAL （2014年7月、赤坂ACTシアター）- ゲスト出演
- 劇団スパイスガーデン実験公演『刺激的庭』vol.1 （2014年8月7日、渋谷ギャラリー・LE DECO）- 日替わりゲスト
- ラ・セッテプロデュース『ギャング アワー』 （2014年9月 - 10月、新宿シアターモリエール） - 三鷹 役
- WATARoomプロデュース『vivid contact』 （2014年10月、ポケットスクエア）
- 聖☆明治座・るの祭典 〜あんまりカブると怒られちゃうよ〜 （2014年12月、明治座） - 高山右近 役
- 遠ざかるネバーランド （2015年3月、東京芸術劇場シアターウエスト） - スターキー 役
- 散れ桜よ、刻天ノ証ニ （2015年4月、豊島区立舞台芸術交流センター あうるすぽっと） - 影山帯刀 役
- ペール・ギュント （2015年7月、神奈川芸術劇場/兵庫県立芸術文化センター）

#### 2015年 - 2019年 フリー
- ジュ二ファイブ祭 vol.4『食卓の華』 （2015年8月、ウエストエンドスタジオ）- 日替わりゲスト
- Flying Trip Vol.10『KAJITU -過日-』 （2015年9月、豊島区立舞台芸術交流センター あうるすぽっと）- 三枝潤也 役
- ミュージカル『刀剣乱舞』 トライアル公演 （2015年10月 - 11月、Aiia 2.5 Theater Tokyo） - 源義経 役
- キティエンターテイメント・プレゼンツ SHATNER of WONDER #3『ロボ・ロボ』 （2016年1月、天王洲銀河劇場） - ゲーマー707 役
- のぶニャがの野望 幸村と五輪の剣 （2016年2月、全労済ホール/スペース・ゼロ） - まつニャが久秀 役
- イヌッコロshowcase ver.4『トラベルモード』 （2016年3月 - 4月、テアトルBONBON） - ダルタニヤン 役
- ミュージカル 『刀剣乱舞』〜阿津賀志山異聞〜 （2016年5月 - 6月、AiiA 2.5 Theater Tokyo/森ノ宮ピロティホール/京都劇場）- 源義経 役
- 日本テレビ スペクタクル時代劇『真田十勇士』[5]（2016年9 - 10月、新国立劇場中劇場/KAAT神奈川芸術劇場/兵庫県立芸術文化センター）- 毛利勝永 役
- 舞台 Messiah メサイア -暁乃刻-[6] （2017年2月、サンシャイン劇場/森ノ宮ピロティホール） - チェーカー（雲井蓮） 役
- 演劇集団イヌッコロ 第11回本公演『まわれ！無敵のマーダーケース』[7]（2017年3月、中野ザ・ポケット）-殺人鬼 役
- 東京マハロ第19回公演『あるいは真ん中に座るのが俺』（2017年5月、赤坂RED/THEATER） - 大きいヤコブ 役
- 『錆色のアーマ』（2017年6月、AiiA 2.5 Theater Tokyo/森ノ宮ピロティホール） - 鶴首 役
- WBB vol.12「ミクロワールド・ファンタジア」 （2017年7月 - 8月、紀伊國屋サザンシアター/グランフロント大阪北館 ナレッジシアター）- 村長 役
- 舞台 Messiah メサイア -悠久乃刻- （2017年8月 - 9月、天王洲銀河劇場/サンケイホールブリーゼ） - チェーカー（雲井蓮） 役
- ミュージカル 『刀剣乱舞』つはものどもがゆめのあと （2017年11月 - 2018年1月 TOKYO DOME CITY HALL/京都劇場/日本青年館/シアター・ドラマシティ）- 源義経 役
- ラ・セッテプロデュース「ギャング アワー」 （2018年3月、赤坂RED/THEATER） - 三鷹 役
- 劇団シャイニング from うたの☆プリンスさまっ♪「JOKER TRAP」（2018年4月 - 5月、天王洲銀河劇場/シアター・ドラマシティ） - ラリー 役
- ミュージカル 『刀剣乱舞』阿津賀志山異聞2018 巴里（2018年7月 - 8月 パレ・デ・コングレ・ド・パリ大劇場/日本青年館）- 源義経 役
- イヌフェス第1弾 羽仁プロデュース『恋するアンチヒーロー』 （2018年9月10日、劇場MOMO） - 日替わりゲスト・三鷹 役
- 演劇集団イヌッコロ 『イヌフェス』特別参加作品「トラベルモード」[7]（2018年10月、ウエストエンドスタジオ） - 主演・エディ 役
- ミュージカル封神演義-目覚めの刻-（2019年1月、EXシアター六本木）- 太乙真人 役
- シタチノ 旗揚げ公演 『あの頃私は、スマートだった。』（2019年2月、アトリエヘリコプター）- 声の出演
- 劇団シャイニング from うたの☆プリンスさまっ♪『Pirates of the Frontier』（2019年3月 - 4月、品川プリンス ステラボール/京都劇場）- キャプテン・レッド 役
- 『錆色のアーマ』 -繋ぐ-（2019年6月、天王洲 銀河劇場/岡崎市民会館 あおいホール/梅田芸術劇場 シアター・ドラマシティ） - 鶴首 役
- WBB plus『ギャング アワー』（2019年7月 - 8月、中野ザ・ポケット） - 三鷹 役

#### 2019年 -（株）Spacenoid Company
- BARREL Produce『Dear ｍy パパ』（2019年9月、中野ザ・ポケット）- 主演・平野秀作 役
- 極上文學 第14弾『桜の森の満開の下』（2019年12月、新宿FACE） - 鼓毒丸 役
- イマーシブシアター『サクラヒメ』 〜『桜姫東文章』より 〜（2020年1月ｰ2月、京都・南座） - 浪人 役
- ピウス企画『プレイルーム』（2020年3月、シアターKASSAI） -  主演・杉原功 役
- 舞台『RE:CLAIM』（2020年4月 - 5月、あうるすぽっと/COOL JAPAN PARK OSAKA TTホール）- 埋都 （ウメヅ ）役  ※公演中止
- 僕等の図書室 リモート授業（2020年6月、Streaming+）- アラケン先生 役
- KAKUTA第29回公演『ひとよ』（（2020年9月 - 10月、本多劇場/穂の国とよはし芸術劇場PLAT  主ホール） - 稲村雄二 役
- ミュージカル封神演義 - 開戦の前奏曲-（2020年10月、品川プリンスホテル ステラボール） - 太乙真人 役
- 舞台『幽☆遊☆白書』其の弐（2020年12月、品川プリンスホテル ステラボール/COOL JAPAN PARK OSAKA WWホール/京都劇場） - 左京 役
- 『錆色のアーマ』外伝 -碧空の梟-（2021年4月、品川プリンスホテル クラブeX） - 鶴首 役
- Jr.5第11回公演『徒然アルツハイマー』（2021年6月、下北沢駅前劇場） - 三男・河内正俊 役
- ネバー・ザ・シナー -魅かれ合う狂気（2021年9月、品川プリンスホテル クラブeX/COOL JAPAN PARK OSAKA TTホール/） - 新聞記者・ボウマン医師・ジェンタイル巡査 役[8]
- NAPPOS PRODUCE 舞台『トリツカレ男』（2021年10月、こくみん共済 coop ホール /スペース・ゼロ）-レオナルド （新聞記者 ） 役
- SUGARBOY『ゴールドマウンテン』（2021年11月 - 12月、東京・新宿シアタートップス）-墨田 役
- チハマオート旗揚げ公演 『カガミマエ・ブルース』（2022年3月、阿佐ヶ谷ひつじ座）- ゲスト出演
- PLAY/GROUND Creation #3『The Pride』（2022年7月、赤坂RED/THEATER）-オリヴァー 役  ※体調不良の為降板[9]
- 朗読劇『改札を抜けて』（2022年8月、中目黒・キンケロシアター）-相沢政明 役
- 舞台『青の炎』（2022年10月 - 11月、こくみん共済 coop ホール /スペース・ゼロ）-山本英司 役[10]
- 東京マハロ 『母も宇宙もフェミニストも』（2023年5月、東京・新宿シアタートップス）
- 呪怨 THE LIVE（2023年8月、こくみん共済coopホール／スペース・ゼロ）
- 朗読劇『源平刀剣七夜譚』-大山祇神社- 世界遺産劇場extra（2023年11月、大山祇神社 特設舞台）[11]
- 舞台『咎人の刻印〜レミニセンス〜』（2024年1月、紀伊國屋ホール）- 重光 役[12]
- Stage Reading『A Bright New Boise』（2024年5月、神奈川芸術劇場） - リロイ 役[13]
- 松平健芸能生活50周年記念公演（2024年7月6日 - 31日、明治座）[14]

### イベント
- 荒木の部屋（2013年4月12日、ウエストエンドスタジオ）-作・演出
- 荒木健太朗バースデーイベント2018（2018年8月25日、音部屋スクエア）
- 2019荒木健太朗カレンダーイベント（2019年1月26日、嘉ノ雅 茗渓館2F）
- 荒木健太朗ソロイベント2019（2019年8月18日、音部屋スクエア）
- 荒木健太朗ソロイベント2023（2023年1月27日、space＆cafe ポレポレ坐）
- 荒木健太朗ワークショップ（2023年2月25 - 26日）

#### その他の出演イベント
- Cooking & Talk Live 
  - 『COOKING BOYS #3 』（2010年4月8 - 9日、ザ☆キッチンNAKANO〈studioVAD内〉）
  - 『COOKING BOYS #12 』（2013年2月2日、ザ☆キッチンNAKANO〈studioVAD内〉）
- 佐野大樹バースデーイベント『D-room 8』（2014年1月23日『ギャング アワーの会』、ザムザ阿佐谷） - ゲスト
- Elephant in the Room企画 《Autumn》『林勇輔の生声溜め  〜Take on your key…TAKOYAKI 〜 』Produced by ABRAXAS（2014年11月1日、カールモール）
- 佐伯大地 1stカレンダー発売記念イベント（2016年3月13日 虎ノ門・発明会館ホール） - 司会進行
- 佐野大樹バースデーイベント『D-room 10』（2017年1月21日『サタデー・ナイト・フィーバーの会』、ザムザ阿佐谷） - ゲスト
- WBB Side トーーク!vol.2（2017年3月2日、赤坂RED/THEATER） - ゲスト
- 佐野大樹バースデーイベント『D-room 11』（2018年1月20日『サタデー・ナイト・フィーバーの会』、ザムザ阿佐谷） - ゲスト
- 佐伯大地BIRTHDAY EVENT2018 二部（2018年7月22日、バトゥール東京 ）- シークレットゲスト
- イヌフェスオールスター大集合  〜フェス開幕式 〜（2018年9月15日 劇場MOMO）
- 映画『まっ白の闇』アフタートーク（2018年11月7日、K's cinema） - ゲスト
- 佐野大樹バースデーイベント『D-room 12』（2019年1月21日『トラベルモードの会』、ザムザ阿佐谷） - ゲスト
- 佐野大樹バースデーイベント『D-room 12』（2019年1月22日『ギャングアワーの会』、ザムザ阿佐谷） - 三鷹役・ゲスト
- WBB Side トーク vol.3「ミクロワールドファンタジア」（2019年4月14日、恵比寿・エコー劇場）- ゲスト
- 「錆色のアーマ（2017年上演作品）上映会 -予習の会-」（2019年5月6日、岡崎市民会館）
- 舞台『ブレーメンの音楽隊』アフタートーク（2019年5月27日、ウエストエンドスタジオ） - ゲスト
- WBB plus『まわれ！無敵のマーダーケース』（2019年7月25日『殺人鬼ミーティング』、中野ザ・ポケット） - ゲスト
- WBB plus記念『エンディング アワー』2019年8月4日、中野ザ・ポケット）
- イヌッコロシネマ8月号『まわれ！無敵のマーダーケース（2017年）』（2019年8月25日、Gyoen ROSSO 198） - ゲスト
- アラケンとミカチューと… オーダートーク（2019年12月30日、上野Untitled）
- 『WORKS02』（2020年10月30日 - 11月3日、DESIGN FESTA GALLERY HARAJUKU / GALLERY EAST 101b）
- 「錆色のアーマPROJECT SHOP in 新宿マルイメン」メッセージカードお渡し会（2021年12月26日、新宿マルイ メン 8F）
- 大平峻也2022カレンダー発売記念イベント＆2021年納会（2021年12月29日、Glade Park） - ゲスト
- アニメ『錆色のアーマ-黎明-』第一話先行上映会（2021年12月30日、ユナイテッド・シネマ豊洲）
- 「Misson in  B.A.C THE STAGE 2nd」（2022年2月13日、アトリエファンファーレ東池袋）
- ACTORS☆LEAGUE in Basketball 2022（2022年10月11日、東京体育館 メインアリーナ）- ヘッドコーチ

### ライブ
- PATA PATA☆MAM Produce vol.1 （2009年3月29日、ライブハウスLANTERN）
- club LIFE Presentsv「Premium Night 〜秋〜」 （2012年11月10日、BAR青山R40）
- 「ヒットソングネクストステージ」〜今宵限りの昭和との出会い〜 （2012年12月15日、銀座KENTOS）
- カウントダウンLIVE「る・コン  〜あんなこと、こんなことあったでSHOW 〜」 （2014年12月31日、明治座）
- 年越RUN舞（としこしらんぶ）で☆るンバ 〜走ったり、踊ったり、しゃべったり〜（2015年12月31日、明治座）
- ミュージカル『刀剣乱舞』シリーズ- 源義経 役
  - 〜真剣乱舞祭（しんけんらんぶさい） 2016〜（2016年12月13日、大阪城ホール / 12月20日 - 21日、両国国技館）
  - 〜真剣乱舞祭 2017〜（2017年12月8日 - 9日、日本武道館 / 12月12日 - 13日、大阪城ホール / 12月19日 - 20日 さいたまスーパーアリーナ / 12月23日 - 24日 広州体育館）
  - 〜真剣乱舞祭 2018〜（2018年11月24日、サンドーム福井 / 11月27日 - 28日、日本武道館 / 12月5日 - 6日、セキスイハイムスーパーアリーナ / 12月11日 - 12日、大阪城ホール / 12月15日 - 16日、幕張メッセ国際展示場9･10･11ホール）
  - 祝玖寿 乱舞音曲祭（2024年11月9日•10日、マリンメッセ福岡A館）会場替わり出演

### ネット配信
- 第２回 舞台『メサイア -暁乃刻- 』公演直前特番 （2017年2月4日、AmebaFRESH!）
- 橋本真一の「Shinichi Excelsior Channel #16」（2018年3月23日 、ニコニコ動画）
- 服部武雄の「シェアハウCHU！」（2018年5月12日 、&CAST!!!-キャストと遊べる生配信-）
- 【荒木健太朗】Mission in B.A.C（2019年1月24日、LINELIVE）
- 舞台『RE:CLAIM』開幕直前特番[17]（2020年3月30日、ニコニコ生放送）
- BARREL 公式チャンネル「冨田と荒木と高木と皆さんと」「配信後の三人 冨田・荒木・高木」（2020年5月15日、youtube）
- デジタ・るコンテンツ第一弾『僕等の図書室 リモート授業』（2020年6月6日 - 14日、Streaming+）
- 「田中しげ美ソロイベント 2020」ライブ配信特別公演（2020年7月4日 - 6日、Streaming+）
- オンライン朗読劇「STAY STILL SHOW」2020年7月29日、シアターコンプレックス）
- 【荒木健太朗】Mission in B.A.C（2021年3月6日、LINELIVE）
- リアルタイム謎解きゲームショウ『Voice Mystery』（2021年3月21日、LINELIVE VEWING）
- 『佐伯大地の旅飯』第9回（2021年4月7日、ニコニコ動画）
- 中河内雅貴MASA Rec★オンラインファンミーティング（2021年5月15日、zoom）
- アニメ「錆色のアーマ-黎明-」ニューシングル「Faith」リリース記念インターネットサイン会開催（2022年2月26日、youtube）
- アニメ「錆色のアーマ-黎明-」キャラクターソングアルバム「ALBADA」リリース記念インターネットサイン会（2022年3月2日、youtube）
- 『タイダン!!』（2022年5月11日、youtube）- ゲスト
- 『タイダン!!』（2022年5月18日、youtube）- ホスト

### テレビ
- 東京☆女子アナクルーズ （2008年8月10日、テレビ東京）[18]
- A×A ダブルエー （2008年8月、テレビ東京）[18]
- WALKING EYES アルクメデス （2009年8月5日、NHK）[18]
- イケメンデルの法則 （2009年10月22日、関西テレビ）
- 水曜ミステリー9 密会の宿 （2011年12月14日、テレビ東京） - 丸山刑事 役[18]
- ゼロの真実〜監察医・松本真央〜 （2014年7月、テレビ朝日） - 丸山恭介 役[18]
- 太鼓持ちの達人 （2015年3月2日、テレビ東京）[18]
- 男水!（2017年2月18日、日本テレビ） - 松澤 役[19][18]
- アニメ『錆色のアーマ-黎明-』までの道のり 逆2.5次元プロジェクト（2021年12月26日、TOKYO MX1）

### テレビアニメ
- 新テニスの王子様（2012年） - 鈴木惷 役
- 錆色のアーマ-黎明-（2022年） - 鶴首 役[20]

### ゲーム
- 刀剣乱舞-ONLINE-（2019年） - 方言監修（松井江）

### 映画
- 女たちの都〜ワッゲンオッゲン〜（2012年）
- 家族はつらいよ（2016年）[19]
- ゲネプロ★7（2023年）[21][19]

### MV
- 「恋のMINAMOTO」御曹司
- 「道の先に城」エグゼクザル

### CD
- 『雪月花』雪月花（2009年10月14日、RING BONES）
- 新テニスの王子様キャラクターソング『THE BEST OF U-17 PLAYERS VII』鈴木惷&鷲尾一茶 （2013年7月24日、FEEL MEE）- 鈴木惷 役
- アニメ『錆色のアーマ-黎明-』- 鶴首 役
  - オープニングテーマ『Faith』（2022年3月9日、Victor Entertainment）
  - キャラクターソングアルバム『ALBADA』（2022年4月6日、Victor Entertainment）

### 書籍
- 雪月花・写真集『E tranger』（2009年10月14日、ナノメディア、撮影：塚田和徳）ISBN 978-4-7500-0365-8